# Surprise (Crystal Waters-album)
A Surprise az amerikai Crystal Waters énekesnő debütáló albuma, mely 1991. június 25-én jelent meg a Mercury kiadónál. Az albumról 3. kislemez látott napvilágot, a Makin’ Happy, a Surprise és a Gypsy Woman (She’s Homeless) című megasláger, mely több országban is slágerlistás helyezést ért el, valamint az amerikai Billboard Hot 100-as listán a 8. helyezést érte el, és az angol albumlistán is a 2. helyet sikerült megszereznie.
Az album a Billboard lista 197. helyéig jutott, az amerikai Top R&B / Hip-Hop album listán pedig a 65. helyet szerezte meg. A Top Heatseekers listán a 23. helyezést érte el.

## Az album dalai
|    | Cím                                                                  | Szerző(k)                                | Hossz |
| -- | -------------------------------------------------------------------- | ---------------------------------------- | ----- |
| 1. | Gypsy Woman (She’s Homeless) (Radio Mix)                             | Neal Conway, Crystal Waters              | 3:48  |
| 2. | Surprise                                                             | Neal Conway, Crystal Waters              | 4:24  |
| 3. | Makin’ Happy                                                         | Neal Conway, Mark Harris, Crystal Waters | 5:33  |
| 4. | Small Cry                                                            | Bert Collins, Crystal Waters             | 4:43  |
| 5. | Tell Me                                                              | Bert Collins, Crystal Waters             | 9:11  |
| 6. | Good Lovin'                                                          | Neal Conway, Crystal Waters              | 5:02  |
| 7. | Twisted                                                              | Wardell Gray, Annie Ross                 | 2:27  |
| 8. | Deepest of Hearts                                                    | Crystal Waters                           | 2:54  |
| 9. | Gypsy Woman (She’s Homeless) (Basement Boys 'Strip to the Bone" Mix) | Bert Collins, Crystal Waters             | 7:31  |

## Slágerlistás helyezések
(Észak-Amerika) 
| Év   | Slágerlista            | Legjobb helyezés |
| ---- | ---------------------- | ---------------- |
| 1991 | Heatseekers            | 23               |
| 1991 | The Billboard 200      | 197              |
| 1991 | Top R&B/Hip-Hop Albums | 65               |

## Kislemezek
| Év   | Dal                            | Slágerlista                        | Helyezés |
| ---- | ------------------------------ | ---------------------------------- | -------- |
| 1991 | "Gypsy Woman (She’s Homeless)" | Hot Dance Music/Club Play          | 1        |
| 1991 | "Gypsy Woman (She’s Homeless)" | Hot Dance Music/Maxi-Singles Sales | 1        |
| 1991 | "Gypsy Woman (She’s Homeless)" | Hot R&B/Hip-Hop Singles & Tracks   | 25       |
| 1991 | "Gypsy Woman (She’s Homeless)" | The Billboard Hot 100              | 8        |
| 1991 | "Makin’ Happy"                 | Hot Dance Music/Club Play          | 1        |
| 1991 | "Makin’ Happy"                 | Hot Dance Music/Maxi-Singles Sales | 1        |
| 1991 | "Makin’ Happy"                 | Hot R&B/Hip-Hop Singles & Tracks   | 63       |
| 1991 | "Surprise"                     | Hot Dance Music/Club Play          | 35       |
| 1992 | "Surprise"                     | Hot Dance Music/Maxi-Singles Sales | 9        |